# Mesacanthoides sinuosus
Mesacanthoides sinuosus is een rondwormensoort uit de familie van de Thoracostomopsidae.